# Liaofloden
Liaofloden är en cirka 1 350 km lång flod i nordöstra Kina som rinner ut i Gula havet. Den är södra Manchuriets viktigaste flod, bildas i kinesiska provinsen Hebei av två källfloder, av vilka den norra, Xar Moron, upprinner i
Stora Hinggan och bildar gräns mellan det egentliga Kina och
Inre Mongoliet och den södra, Laohafloden, snarast är att betrakta som Liaoflodens övre lopp. De båda floderna möts vid Manchuriets gräns, varifrån Liaofloden flyter åt sydöst och sydväst samt mynnar i i Liaodongbukten, 5 km nedanför staden Yingkou. 
Det nedre loppet delar provinsen Liaoning i regionerna
Liaoxi (i väster) och Liaodong (i öster). Av Liaoflodens många bifloder märkas Qinghe, Hunhe,
som rinner förbi Shenyang, och Taizihe, vid vilken Liaoyang ligger. Liaofloden är segelbar 400
km, men bara för små, flatbottnade fartyg.
Liaoflodens dal är en strategiskt belägen region som olika folk använt för att grunda kungadömen och sedan inleda invasioner av det egentliga Kina. Det var här khitanerna grundade ett rike 906 som sedan blev känt som Liaodynastin och det var även här manchuerna grundade Qingdynastin som erövrade hela Kina i mitten på 1600-talet.